# Linia kolejowa nr 263
Linia kolejowa nr 263 Swarzewo – Krokowa – rozebrana linia kolejowa o długości 17,404 km, która łączyła Swarzewo z Krokową. Budowa ukończona została w 1903. Ruch pociągów pasażerskich na tej linii został wstrzymany w 1989, a towarowy w 1991. Linia została rozebrana pod koniec 2005.

## Przebieg linii
Linia 263 odgałęzia się od linii 213 zaraz za przystankiem Swarzewo położonym pomiędzy miejscowościami Swarzewo a Gnieżdżewo. Przed Łebczem linia pokonuje niewielki zakręt w lewo. Pomiędzy Łebczem a Starzyńskim Dworem linia skręca o 90° w lewo. Pomiędzy Starzyńskim Dworem a Radoszewem linia najpierw ostro skręca w prawo, a potem ponownie w lewo. W drodze do Kłanina następuje zwrot w prawo. Dalej dość krętym przebiegiem linia dojeżdża do Krokowej.
Linia 263 w całości leży na terenie powiatu puckiego oraz na terenie mezoregionu Pobrzeże Kaszubskie.

## Charakterystyka techniczna
Linia została rozebrana w 2005.

## Historia

### Geneza
W latach 80. i 90. XIX wieku sieć kolejowa w Prusach zaczęła się zagęszczać. Po wybudowaniu głównych magistrali zaczęły powstawać linie lokalne łączące miasta powiatowe. W grudniu 1897 rozpoczęto budowę pierwszego odcinka współczesnej linii 213 – z Redy do Pucka. Został on otwarty 15 grudnia 1898, pomimo bardzo trudnych warunków geologicznych i geomorfologicznych.

### 1901–1922
Linia Reda – Puck od razu miała dochodzić do Krokowej jednakże budowę rozpoczęto dopiero w 1901, a oddano w 1903. Na odcinku Puck – Swarzewo, linia ma nr 213, a dalej 263. Linia do Krokowej została zbudowana, a później zarządzana, przez spółkę Kleinbahn-Aktiengesellschaft Putzig – Krockow, w której akcjonariuszami byli skarb państwa, prowincja Prusy Zachodnie, powiat pucki z rejencji gdańskiej, przedsiębiorstwo budowy kolei Lenz & Co oraz hrabia von Krockow. Początkowo rozważano budowę linii aż do Żarnowca i Odargowa, jednakże ze względu na koszty z tego przedłużenia zrezygnowano. Prace budowlane prowadziła spółka Lenz & Co z Berlina.
W 1918 Polska odzyskała niepodległość. Granice na Pomorzu ustalono dopiero w 1920. Wówczas linia kolejowa z Pucka do Krokowej znalazła się w Polsce. Z powodu kłopotów w zaopatrzeniu w węgiel niezbędny dla parowozów została w 1920 wprowadzona komunikacja zastępcza za pomocą powozów. Podobna sytuacja panowała w tym czasie na różnych innych pomorskich liniach.
W 1921 zawieszono, na pół roku przewozy na odcinku Puck – Krokowa. Zawieszenie to było związane z budową linii kolejowej na Hel oddanej w 1922. W tym samym czasie rozwiązała się spółka Kleinbahn-Aktiengesellschaft Putzig – Krockow, gdyż państwowy akcjonariusz nie był zainteresowany zagraniczną linią, samorządowi przestali formalnie istnieć, natomiast prywatni nie poradzili sobie z obciążeniem finansowym.

### 1922–1945
1 kwietnia 1922 linia przeszła pod zarząd Polskich Kolei Państwowych. Przejście pod polski zarząd spowodowało między innymi lepsze skomunikowanie na stacji Puck z pociągami do Helu i Gdańska.
6 września 1929 na linii zdarzył się niegroźny wypadek. Pociąg osobowy z Pucka do Krokowej wykoleił się kilkaset metrów przed stacją końcową. Jedynym poszkodowanym był konduktor pocztowy, który uległ niewielkiemu poturbowaniu.
W 1929 linia przeszła remont kapitalny. Do remontu użyto szyn pochodzących z rozebranych linii, wytopionych pod koniec XIX wieku. W latach 1936–1937 wyremontowano most na Płutnicy.
27 września 1939 linia przeszła pod zarząd Deutsche Reichsbahn. Podczas wojny linia nie ucierpiała z wyjątkiem likwidacji parowozowni w Krokowej. Jedyną zmianą w układzie torowym była budowa bocznicy do majątku w Kłaninie.

### 1945–1989
Ruch pociągów został wznowiony w 1945. Liczba par pociągów stopniowo wzrastała do 3 na dobę.
W 1964 do obsługi linii wprowadzono trakcję spalinową.
W latach 70. ze względu na zaniedbania w remontach drastycznie spadała prędkość przejazdu. Kolej zaczęła przegrywać z bardziej elastycznym transportem autobusowym. W 1979 zawieszono po raz drugi przewozy na linii Puck – Krokowa, pociągi wróciły do Krokowej w maju 1983. Krótko przed wznowieniem przewozów linię po raz ostatni zmodernizowano. W celu zwiększenia atrakcyjności pociągi do Krokowej zaczynały bieg w Redzie, gdzie była możliwość przesiadki na pociągi SKM kursujące do Trójmiasta i Wejherowa.

### Po 1989
Po raz trzeci ruch kolejowy z Pucka do Krokowej został zawieszony na przełomie lat 80. i 90. W maju 1989 na tej trasie przestały kursować pociągi osobowe, a w 1991 również towarowe.
Po 2000 były podejmowane próby reaktywacji linii, chociażby do jazd drezynowych. Jednak latem 2005 ogłoszony został przetarg na rozbiórkę linii. W 2011 wzdłuż linii została zbudowana asfaltowa ścieżka rowerowa.

## Infrastruktura

### Rozgałęzienie

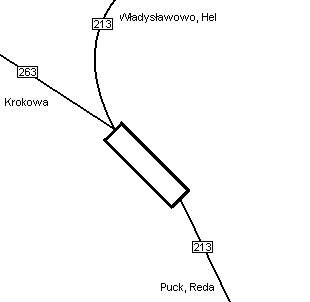
Połączenie z linią nr 213

Linia nr 263 łączyła się jedynie z linią nr 213 (na stacji Swarzewo).

### Punkty eksploatacyjne
Na linii znajdowało się 7 punktów eksploatacyjnych:
- Swarzewo,
- Łebcz,
- Starzyński Dwór,
- Radoszewo,
- Kłanino,
- Sławoszyno,
- Krokowa[9].

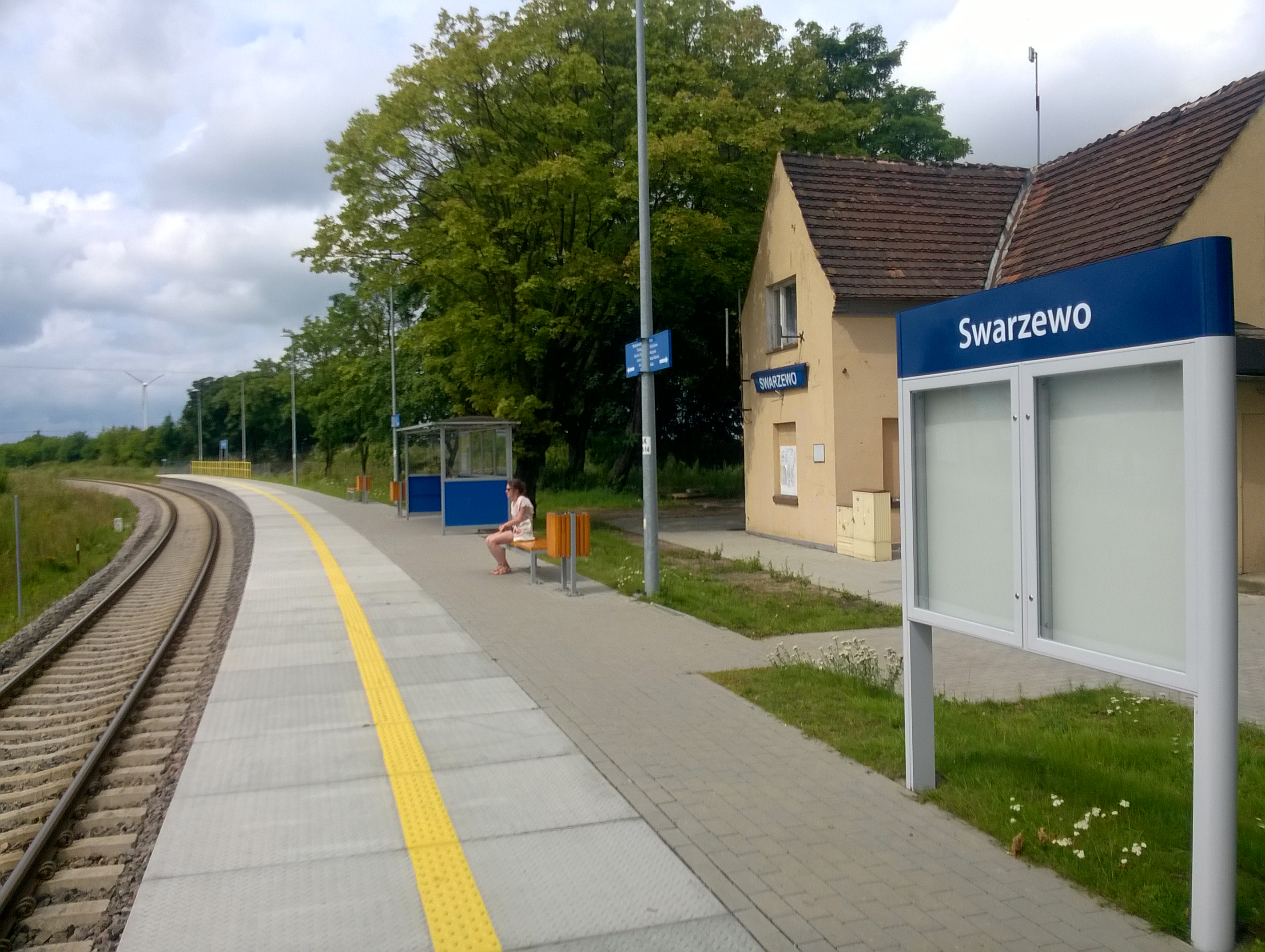
Swarzewo
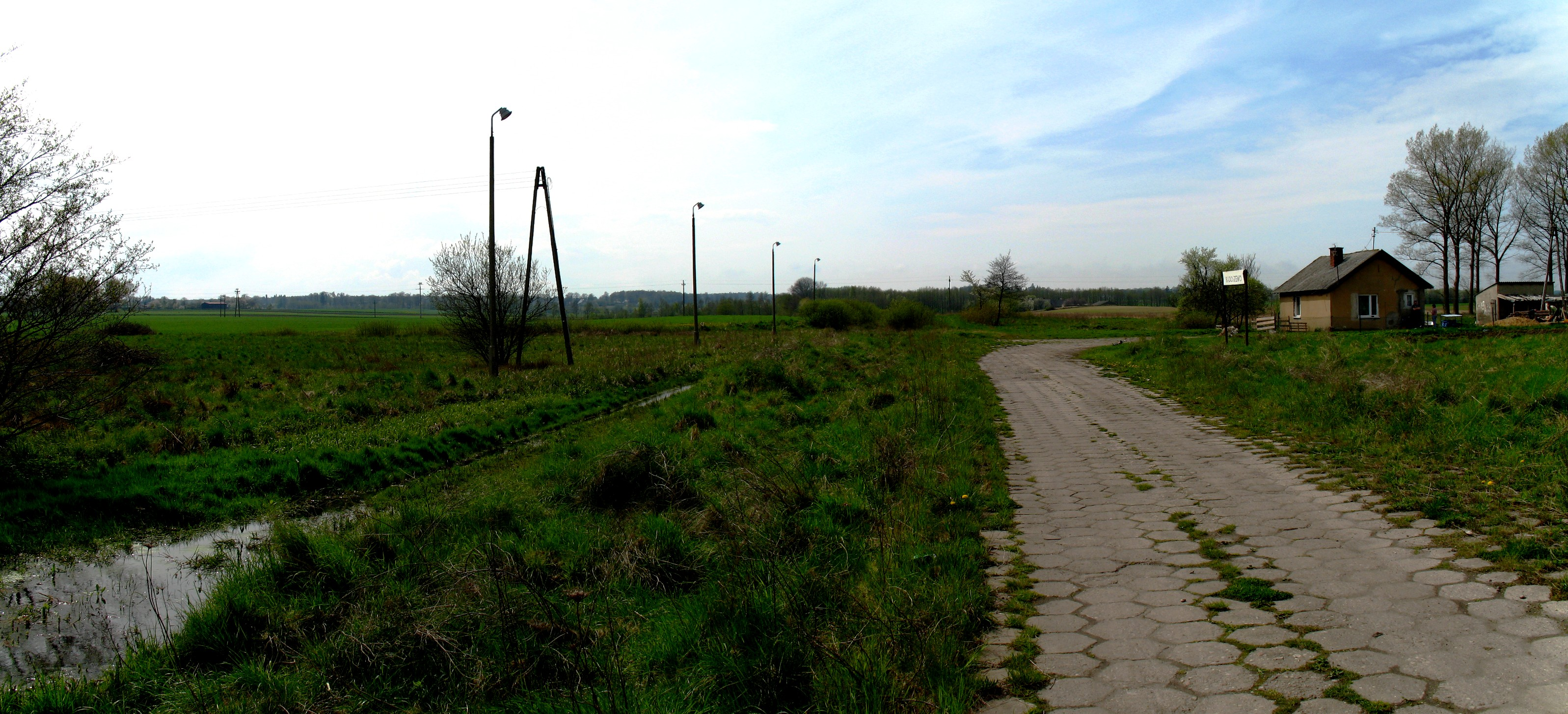
Radoszewo
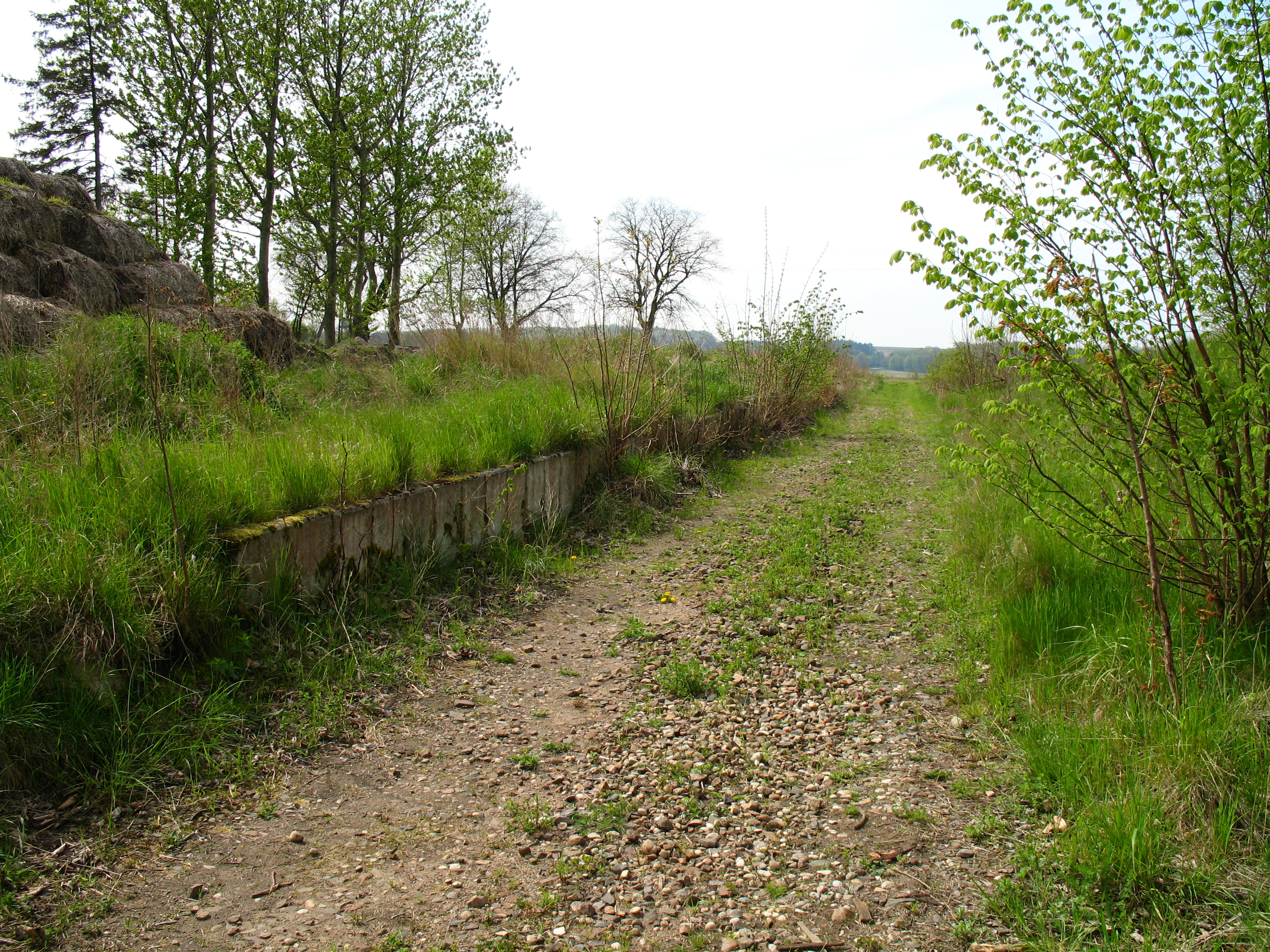
Kłanino
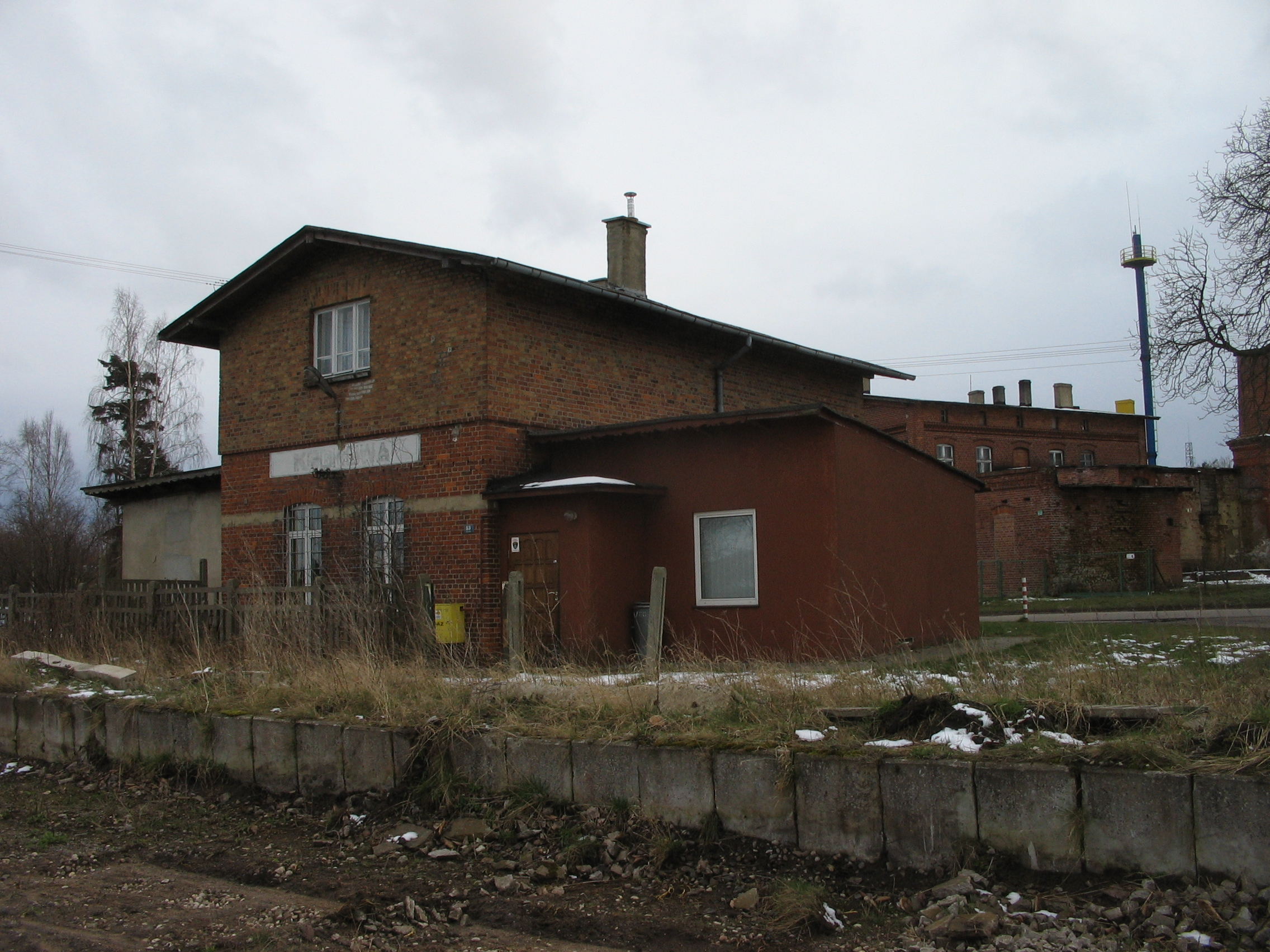
Krokowa

## Ruch pociągów
W maju 1989 na tej trasie przestały kursować pociągi osobowe, a w 1991 również towarowe.